# Soșnîkî, Volodîmîreț
Soșnîkî (în ucraineană Сошники) este un sat în comuna Polîți din raionul Volodîmîreț, regiunea Rivne, Ucraina.

## Demografie
Componența lingvistică a localității Soșnîkî
     Ucraineană (98,82%)
     Alte limbi (1,18%)
Conform recensământului din 2001, majoritatea populației localității Soșnîkî era vorbitoare de ucraineană (98,82%), existând în minoritate și vorbitori de alte limbi.